# Hmotnostní spektrometrie doby letu

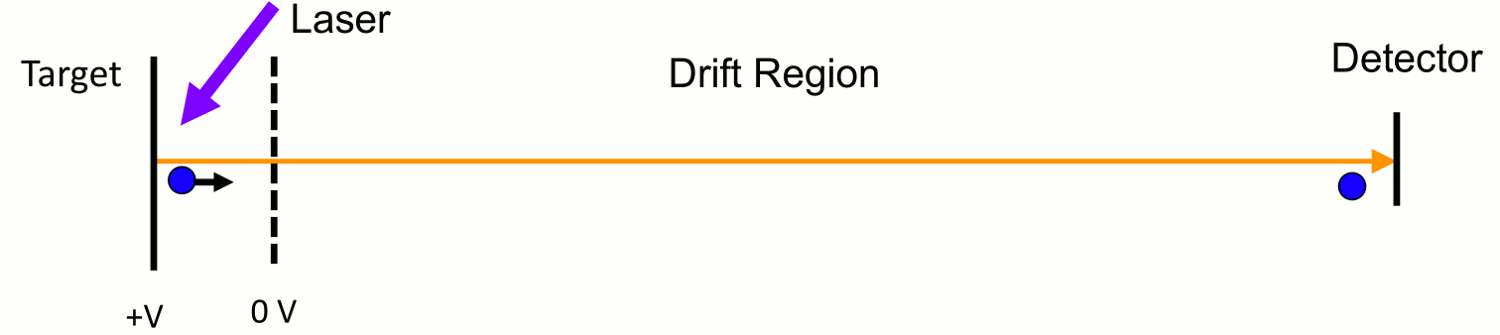
Hmotnostní spektrometr doby letu s laserovou ionizací, v němž jsou ionty urychlovány a děleny podle hmotností v prostředí bez elektrického či magnetického pole

Bendix MA-2 hmotnostní spektrometr doby letu ze 60. let 20. století

Hmotnostní spektrometrie doby letu (TOFMS) je druh hmotnostní spektrometrie, při kterém se poměr hmotnosti a náboje iontů určuje měřením doby jejich letu. Ionty se urychlují elektrickým polem o známé intenzitě.
Díky tomuto urychlení jsou kinetické energie všech iontů se stejně velkými náboji shodné. Rychlost pohybu iontu tak závisí na poměru hmotnosti a náboje (těžší ionty se stejným nábojem jsou pomalejší, ionty o stejné hmotnosti a větším náboji rychlejší). Měří se čas, který daný ion potřebuje, aby se dostal k detektoru o známé vzdálenosti. Tento čas závisí na rychlosti iontu a tak rychlosti jednotlivých iontů odpovídají poměrům hmotnost/náboj. Se znalostí těchto poměrů a parametrů experimentu lze určit, o jaké ionty jde.

## Teorie

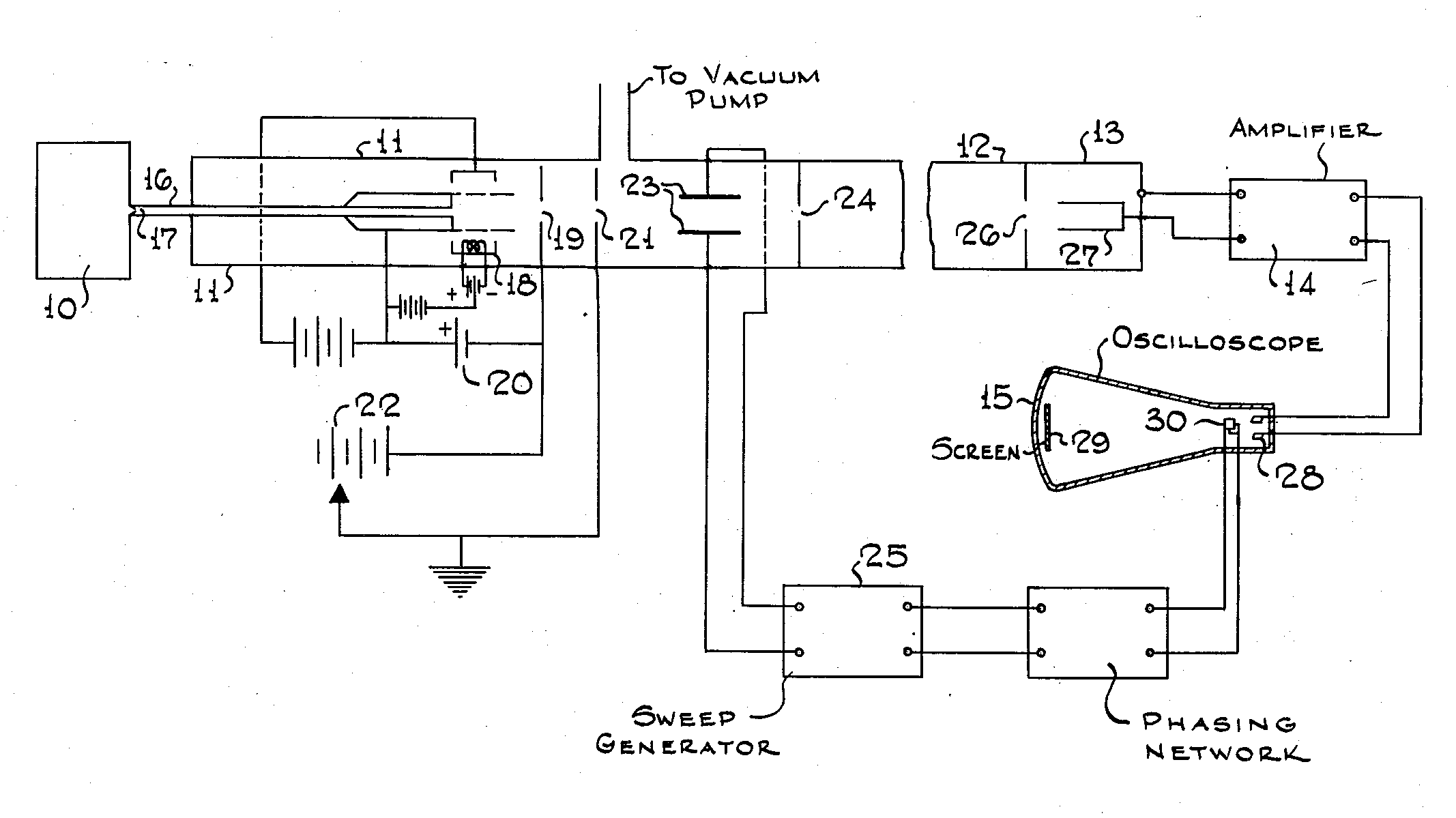
Nákres TOF patentu Williama E. Stephense z roku 1952

Potenciální energie nabité částice v elektrickém poli závisí na jejím náboji a intenzitě elektrického pole takto:
| : | \| \| \| \| \| \| \| \| | ({\displaystyle E_{\mathrm {p} }=qU\,}) |
|   |                         |                                         |
|   |                         |                                         |

kde Ep je potenciální energie, q náboj částice a U rozdíl elektrických potenciálů (elektrické napětí).
Při urychlení částice napětím U se její potenciální energie přemění na kinetickou energii, ta je rovna:
| : | \| \| \| \| \| \| \| \| | ({\displaystyle E_{\mathrm {k} }={\frac {1}{2}}mv^{2}}) |
|   |                         |                                                         |
|   |                         |                                                         |

Přeměna potenciální energie na kinetickou znamená, že rovnice (1) a (2) jsou ekvivalentní.
| : | \| \| \| \| \| \| \| \| | ({\displaystyle E_{\mathrm {p} }=E_{\mathrm {k} }\,}) |
|   |                         |                                                       |
|   |                         |                                                       |

| : | \| \| \| \| \| \| \| \| | ({\displaystyle qU={\frac {1}{2}}mv^{2}\,}) |
|   |                         |                                             |
|   |                         |                                             |

Rychlost částice po jejím urychlení zůstane nezměněna, protože se poté pohybuje v prostředí bez elektrického pole. Rychlost částice lze určit na základě známé délky (d) a měření času letu, takže
| : | \| \| \| \| \| \| \| \| | ({\displaystyle v={\frac {d}{t}}\,}) |
|   |                         |                                      |
|   |                         |                                      |

přičemž dosazením hodnoty v z rovnice (5) do rovnice (4) vyjde:
| : | \| \| \| \| \| \| \| \| | ({\displaystyle qU={\frac {1}{2}}m\left({\frac {d}{t}}\right)^{2}\,}) |
|   |                         |                                                                       |
|   |                         |                                                                       |

Přeskupením rovnice (6) vznikne toto vyjádření doby letu:
| : | \| \| \| \| \| \| \| \| | ({\displaystyle t^{2}={\frac {d^{2}}{2U}}{\frac {m}{q}}\,}) |
|   |                         |                                                             |
|   |                         |                                                             |

Odmocněním vyjde:
| : | \| \| \| \| \| \| \| \| | ({\displaystyle t={\frac {d}{\sqrt {2U}}}{\sqrt {\frac {m}{q}}}\,}) |
|   |                         |                                                                     |
|   |                         |                                                                     |

{\displaystyle {\frac {d}{\sqrt {2U}}}} je prakticky konstanta, která se během analýzy nemění. (8) tak je možné vyjádřit tímto způsobem:
| : | \| \| \| \| \| \| \| \| | ({\displaystyle t=k{\sqrt {\frac {m}{q}}}\,}) |
|   |                         |                                               |
|   |                         |                                               |

kde k je konstanta zahrnující vlastnosti a nastavení přístroje.
(9) lépe zdůrazňuje, že doba letu je přímo úměrná druhé odmocnině poměru hmotnosti a náboje (m/q).
Jako příklad lze použít MALDI-TOF hmotnostní spektrometr používaný při analýze trypsinových peptidů. Předpokládá se, že molekulová hmotnost peptidu je 1 000 daltonů (Da). Ionizací peptidů pomocí MALDI obvykle vznikají ionty s nábojem +1, takže q se rovná elementárnímu náboji (e). Napětí urychlující ionty je U = 15 000 voltů (V) a délka dráhy letu činí 1,5 metru. Všechny údaje nutné k výpočtu doby letu dosazené do rovnice (8) pro ion o hmotnosti 1 000 Da vypadají takto:
| : | \| \| \| \| \| \| \| \| | ({\displaystyle t={\frac {1.5\;\mathrm {m} }{\sqrt {2(15000\;\mathrm {V} )}}}{\sqrt {\frac {(1000\;\mathrm {Da} )(1.660538921\times 10^{-27}\;\mathrm {kg\;Da} ^{-1})}{+1.602\times 10^{-19}\;\mathrm {C} }}}}) |
|   |                         | |
|   |                         | |

K získání výsledku ve správných jednotkách bylo potřeba převést daltony na kilogramy (kg). Výsledný čas vychází v sekundách:
{\displaystyle t=2,788\times 10^{-5}\;\mathrm {s} }
což je přibližně 28 mikrosekund. Ion s jednotkovým nábojem a hmotností 4 000 Da, tedy čtyřikrát větší, by měl dvojnásobný čas letu, okolo 56 mikrosekund.

## Opožděná extrakce
Hmotnostní rozlišení může být vylepšeno pomocí axiálního MALDI-TOF hmotnostního spektrometru, kdy se ve vakuu vyrovnávají proudy iontů a neutrálních částic vytvořené laserovým pulsem a ionty procházejí určitou vzdálenost kolmo k destičce se vzorkem předtím, než jsou nasměrovány k detektoru. Vznik rovnováhy trvá okolo 100 ns i méně, díky čemuž se většina iontů nezávisle na své hmotnosti pohybuje z povrchu s určitou rychlostí. Vyššího hmotnostního rozlišení se dosahuje oddálením extrakce iontů ze zdroje o několik stovek nanosekund až jednotek mikrosekund.
Opožděná extrakce obvykle představuje opoždění spuštění elektrického pole urychlujícího ionty o krátký časový úsek (200–500 ns) oproti ionizaci (či desorpci/ionizaci). Tím se liší od konstantní extrakce, kde jsou ionty urychlovány ihned po svém vzniku. Opožděná extrakce se používá u MALDI a LDI, kde jsou ionty určené k analýze vytvořeny ve sloupci pohybujícím se velkou rychlostí (400–1 000 m/s) od destičky se vzorkem. Protože je pro dostatečné rozlišení potřeba, aby byly svazky iontů putující k detektoru tenké, tak musí proud iontů před extrakcí expandovat. Opožděná extrakce kompenzuje původní hybnost iontů: zaručuje, že ionty se stejným poměrem hmotnost/náboj, ale různými počátečními rychlostmi, dorazí k detektoru za stejný čas.
Při opožděné extrakci iontů vytvořených ve vakuu jsou ionty s nižšími hybnostmi ve směru extrakce urychlovány při vyšších potenciálech, protože se nacházejí dále od extrakční destičky, na kterou je přivedeno elektrické pole; naopak ionty s většími hybnostmi se urychlují při nižších potenciálech, protože jsou k ní blíže. Při opouštění urychlovací oblasti jsou pomalejší ionty v zadní části proudu urychleny více než původně rychlejší ionty vepředu. Po opožděné extrakci mají tak ionty odcházející dříve nižší rychlosti ve směru zrychlení než ionty odcházející později, ale větší rychlostí. Při vhodném nastavení parametrů zdroje iontů se rychlejší skupina potká s pomalejší v určité vzdálenosti, takže detektor umístěný v této vzdálenosti zaznamená tyto ionty současně.

## Iontové brány
Bradburyova–Nielsenova brána je druh iontové brány používaný v TOF hmotnostních spektrometrech, hmotnostních spektrometrech iontové pohyblivosti a hmotnostních spektrometrech doby letu s Hadamardovou transformací. Bradburyova–Nielsenova brána je vhodná u iontových selektorů typu TIS, využívajících k izolaci iontů s málo odlišnými hmotnostmi tandemovou (TOF/TOF) MALDI hmotnostní spektrometrii.

## Ortogonální TOF

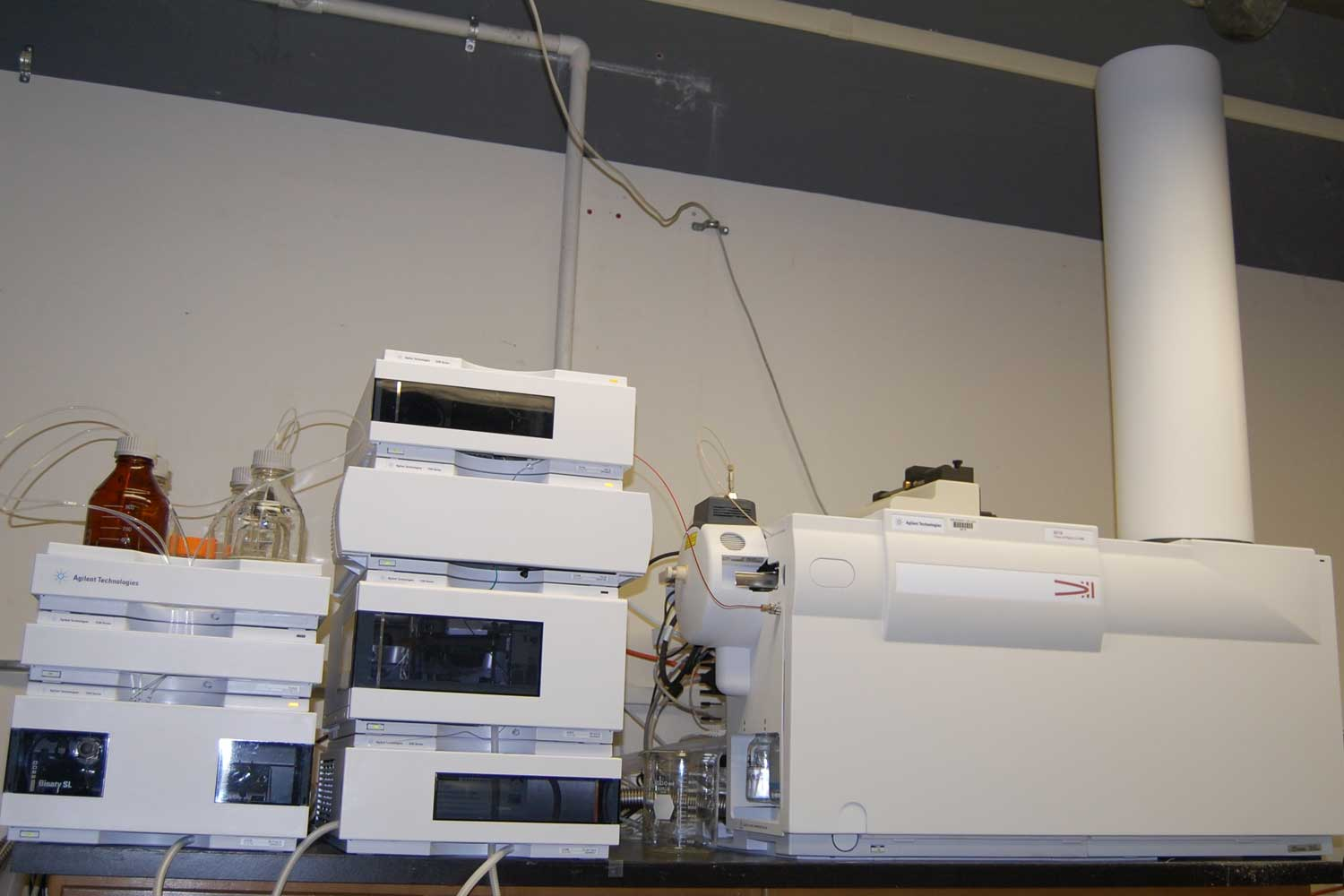
Hmotnostní spektrometr Agilent 6210 pro ortogonální hmotnostní spektrometrii doby letu s elektrosprejovou ionizací (vpravo) a vysokoúčinnou kapalinovou chromatografii (HPLC) (vlevo)

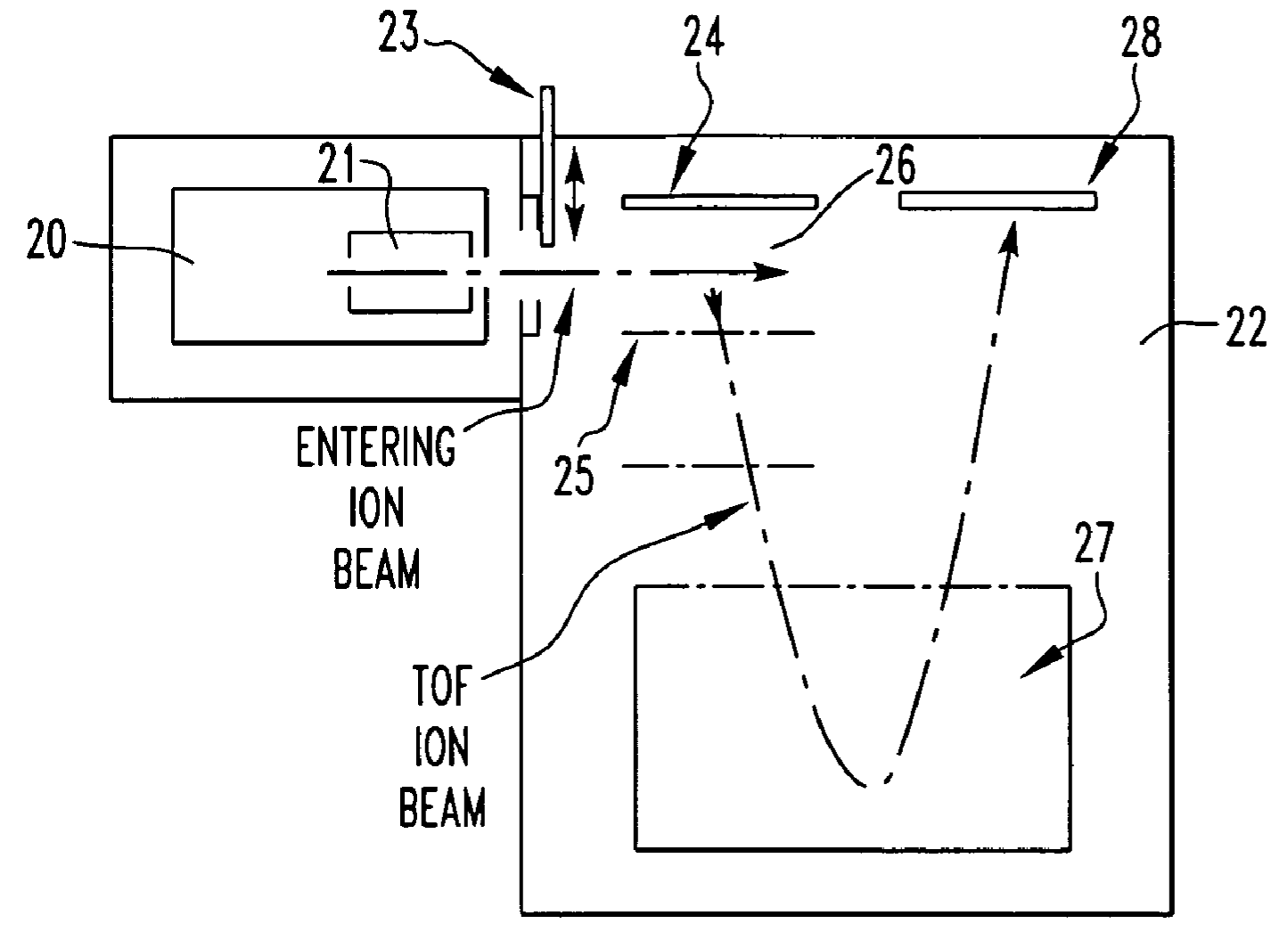
Schéma TOF hmotnostního spektrometru s ortogonálním urychlováním: 20 – zdroj iontů; 21 – transport iontů; 22 – letová trubice; 23 – izolační ventil; 24 – odpuzovací deska; 25 – mřížky; 26 – oblast pro urychlování; 27 – reflektron; 28 – detektor

Nepřetržité zdroje iontů (nejčastěji elektrosprejová ionizace, ESI) se často propojují s TOF hmotnostními analyzátory za účelem dosažení „ortogonální extrakce“, při níž jsou ionty vstupující do TOF hmotnostního analyzátoru urychlovány ve směru kolmém k původnímu směru pohybu. Ortogonální TOF ve spojení s ochlazováním iontů srážkami usnadňuje oddělování iontů a jejich analýzu. Při spojení této metody s MALDI nebo ESI zdroji iontů lze dosáhnout velmi vysoké citlivosti.
Před vstupem do oblasti pro ortogonální urychlování jsou ionty vytvořené pomocí ESI nebo MALDI zaostřeny (ochlazeny) paprskem o průměru 1–2 mm prostřednictvím srážek s molekulami zbytkového plyn. Soustava elektrostatických čoček ve vysokém vakuu uspořádá proud iontů do rovnoběžného směru, čímž omezí jeho rozptyl ve směru a zrychlení. Kombinace chlazení iontů srážkami a ortogonálního urychlování u moderních TOF-MS zařízení výrazně navyšuje rozlišení řádově stokrát až desetitisíckrát, aniž by snížila citlivost.

## Reflektronová TOFMS

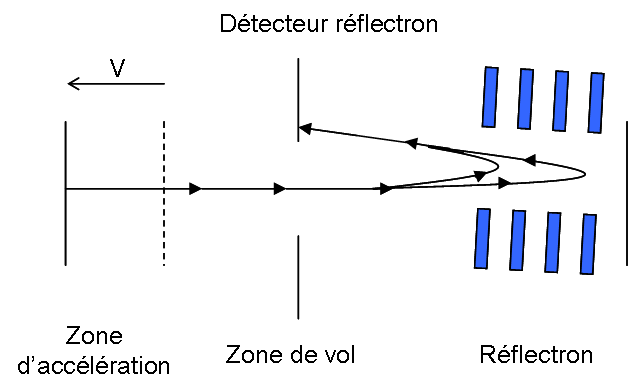
Schéma reflektronové TOF MS

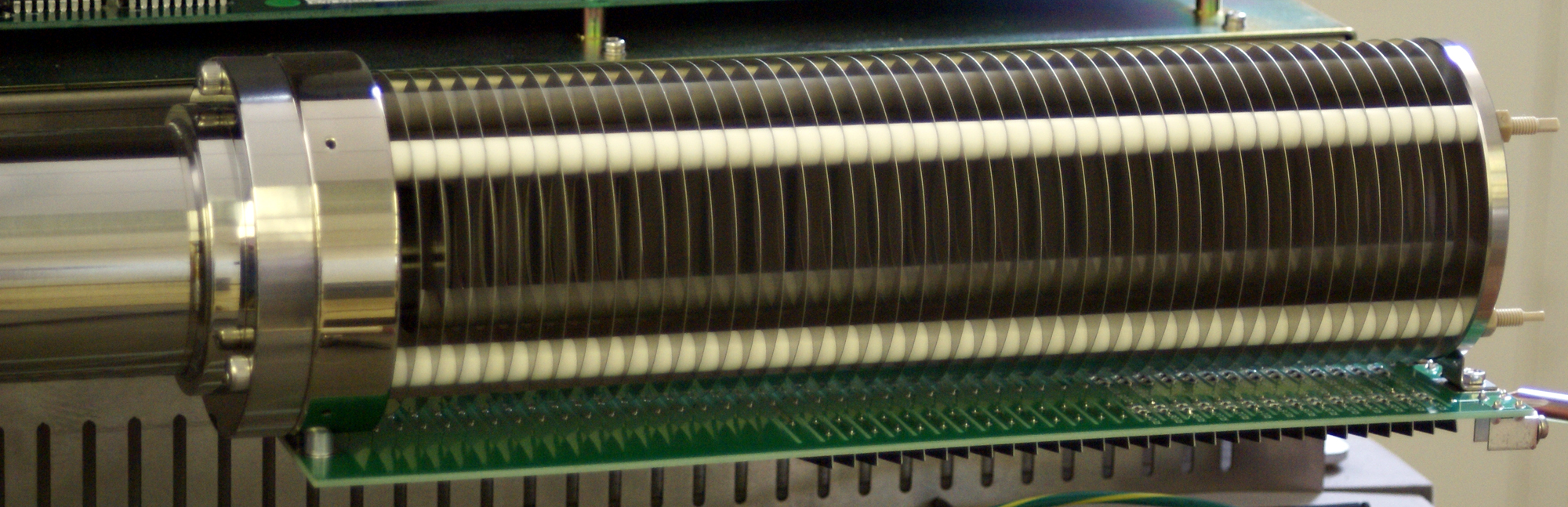
Reflektron z IT-TOF přístroje; na 46 kovových destiček jsou přivedeny elektrická napětí vytvářející potenciálový gradient.

Rozdělení kinetických energií ve směru letu lze upravit použitím reflektronu.
Reflektron využívá stálé elektrostatické pole k odklonu paprsků iontů směrem k detektoru. Čím větší energii ionty mají, tím hlouběji do reflektronu se dostanou, a projdou delší dráhu k detektoru. Ionty se stejným poměrem hmotnost/náboj a nižšími energiemi vniknou do menší hloubky a urazí tak k detektoru kratší dráhu. Plochý povrch detektoru iontů je umístěn do roviny, ve které ionty o stejných hodnotách m/z a rozdílných energiích dorazí za stejnou dobu. Bod, do něhož ionty o stejném poměru hmotnosti k náboji dorazí za stejnou dobu bývá nazýván ohnisko doby letu.
Další výhodou tohoto uspořádání je dvojnásobná délka dráhy letu při dané délce přístroje.

## Hmotnostní spektrometrie doby letu s Hadamardovou transformací
Hmotnostní spektrometrie doby letu s Hadamardovou transformací (HT-TOFMS) je mód hmotnostní analýzy využívaný ke zlepšení signálu u běžné TOFMS.
Zatímco tradiční TOFMS analyzují v určitém okamžiku jeden balíček iontů, tak u HT-TOFMS jich lze současně analyzovat několik.
Lehčí (a tak i rychlejší) ionty ze všech balíčků putují před těžšími (a tedy pomalejšími) ionty.
Tímto procesem vznikají překryvy mnoha rozdělení dob letu, která se projeví v signálech. Poté se použije Hadamardův algoritmus k urychlení vyhodnocení spektra oproti tradiční TOFMS a ostatním podobným postupům.

## Tandemová TOF

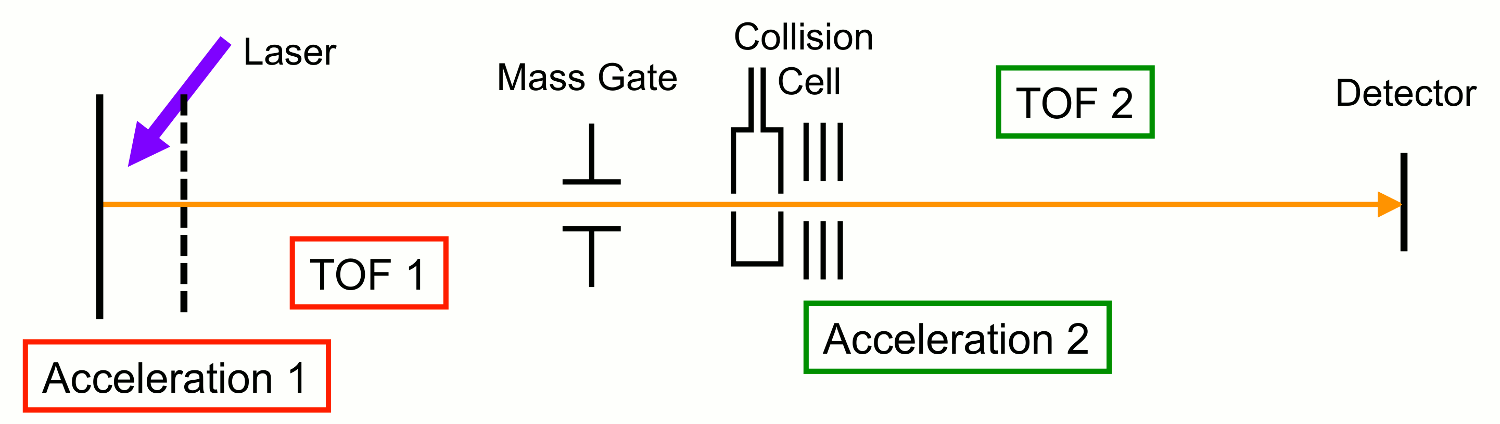
V TOF/TOF jsoiu ionty urychlovány do prvního TOF přístroje a proházejí hmotnostní bránou do srážkové komory; fragmenty jsou oddělovány druhým TOF.

Tandemová hmotnostní spektrometrie doby letu (TOF/TOF) je metoda tandemové hmotnostní spektrometrie, při níž se používají dva spojené hmotnostní spektrometry doby letu.
Za účelem zaznamenání úplného spektra prekurzorových iontů se TOF/TOF provádí v MS módu. Energie pulsního laseru bývá volena lehce nad energií potřebnou u MALDI pro danou matrici, což vytváří kompromis mezi množstvím vytvořených iontů z prekurzorů a omezením fragmentace těchto iontů. V tandemovém (MS/MS) módu se energie laseru navyšuje výrazně nad úroveň pro MALDI. První TOF hmotnostní spektrometr izoluje vybrané prekurzorové ionty rychlostním filtrem, obvykle Bradburyova–Nielsenova typu, a druhý TOF-MS analyzuje fragmentované ionty. Fragmentované ionty se v MALDI-TOF/TOF vytváří rozpadem prekurzorových iontů vibračně excitovaných nad hladinu disociace při použití MALDI. Pomocí vysokoenergetických srážek lze míru disociace vibračně excitovaných prekurzorových iontů zvýšit.

## Detektory
Hmotnostní spektrometr doby letu (TOFMS) se skládá z hmotnostního analyzátoru a detektoru. Zdroje iontů (mohou být pulzní nebo spojité) se používají v laboratorních experimentech, ale u TOF analyzátorů v prostoru není nutný, pokud ionty vznikají působením slunečního záření. TOF hmotnostní spektrometr může mít buď lineární dráhu letu, nebo reflektron. Detektor se obvykle skládá z mikrokanálové destičky nebo sekundárně emisního zesilovače (SEM), kdy je první destička (dynoda) plochá. Elektrický signál z detektoru se zaznamenává TDC nebo ADC přístroji. TDC je nejčastější u přístrojů s ortogonálním urychlováním.
TDC zaznamenávají dopady jednotlivých iontů konstantními rozlišovači (CFD), které rozlišují šum pozadí a příchody iontů. CFD převádí několikananosekundové gaussovské elektrické pulsy o rozdílných amplitudách vytvořené na anodě MCP na pulsy běžných typů, které míří do TDC. Pomocí CFD se zajišťuje, že čas odpovídá maximu píku nezávisle na změnách v jeho amplitudě způsobovaných MCP nebo SEM. Rychlé CFD obvykle mívají zpoždění dlouhé několik nanosekund, které zabraňuje opakovanému spouštění stejným pulsem.
TDC je detektor počítající ionty – je velmi rychlý (rozlišení až v řádu pikosekund), ale jeho dynamický rozsah je omezený v důsledku nemožnosti přesně spočítat ionty v případech, kdy detektor současně zasáhne více iontů. Důsledkem omezeného dynamického rozsahu je nízký počet detekovaných iontů ve spektru. Tento problém lze vyřešit vícekanálovými detektory: seskupením minianod připojených na běžný MCP a vícenásobný CFD/TDC, kde každý CFD/TDC zaznamenává signály z jedné minianody. K získání píků se statisticky přijatelnými intenzitami, počítání iontů je zajištěno propojováním několika set jednotlivých spekter. K dosažení vysoké rychlosti počítání (omezené pouze trváním jednotlivých TOF spekter, což je u vícedrahových TOF sestav několik milisekund)se používá rychlé opakování extrakcí iontů do TOF trubice. Komerční TOF hmotnostní analyzátory s ortogonálním urychlováním obvykle používají frekvence opakování 5–20 kHz. V kombinovaných hmotnostních spektrech získaných sečtením mnoha jednotlivých detekcí iontů je každý pík histogramem vytvořeným sečtením signálů z jednotlivých balíčků. Jelikož zaznamenávání jednotlivých příchodů iontů pomocí TDC probíhá jen v jednom okamžiku, tak TDC omezuje část šířky píku kombinovaných spekter vytvořenou omezeným časem odpovědi MCP detektoru. To vede k lepšímu hmotnostnímu rozlišení.
Moderní ultrarychlé přístroje digitalizují pulsní proudy iontů cz MCP detektorů v diskrétních časových intervalech (125 pikosekund). Běžné osmi- či desetibitové 8GHz ADC mají mnohem vyšší dynamické rozsahy než TDC, díky čemuž mohou být použity v MALDI-TOF přístrojích. K získání rychlých analogových signálů z MCP detektorů je třeba vyvážit impedanci anody s obvody ADC (předzesilovače). Hmotnostní rozlišení při použití ultrarychlých ADC lze upravit MCP detektory s malými póry (2-5 mikrometrů) s kratšími časy odpovědi.

## Využití
Matricí asistovaná laserová desorpce/ionizace (MALDI) je pulzní ionizační technika, která může být použita s TOFMS.
V hmotnostní spektrometrii sekundárních iontů se TOF hmotnostní spektrometry často používají k zajištění současné detekce rozdílných iontů s vysokým rozlišením.